# لیبرتی (کانزاس)
لیبرتی (به انگلیسی: Liberty) شهری در ایالت کانزاس کشور ایالات متحده آمریکا است که جمعیت آن در سرشماری سال ۲۰۱۰ میلادی، ۱۲۳ نفر بوده‌است.